# Cyrtopodium cristatum
Cyrtopodium cristatum là một loài phong lan.
 Tư liệu liên quan tới Bulbophyllum helenae tại Wikimedia Commons

## Hình ảnh

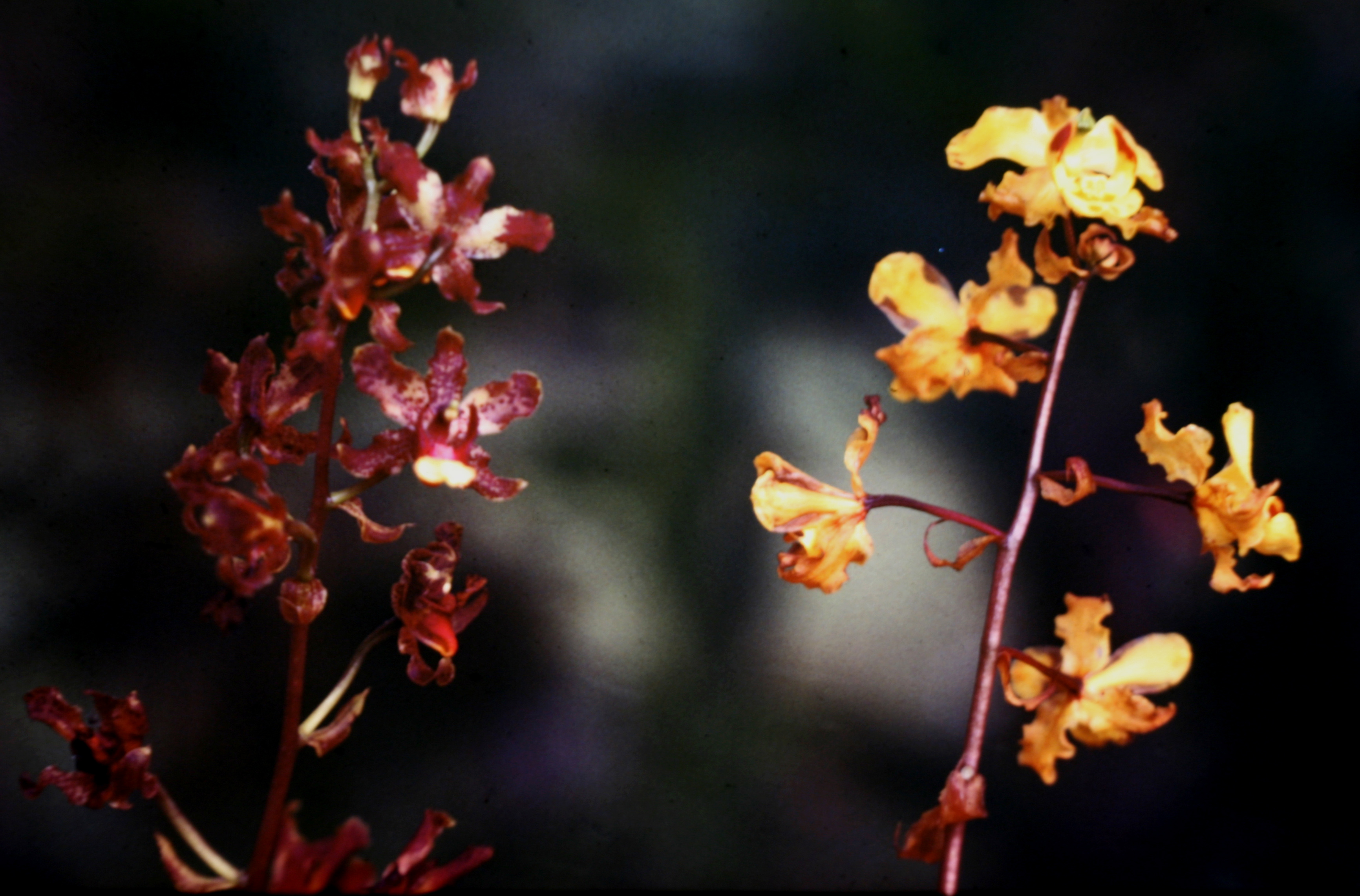
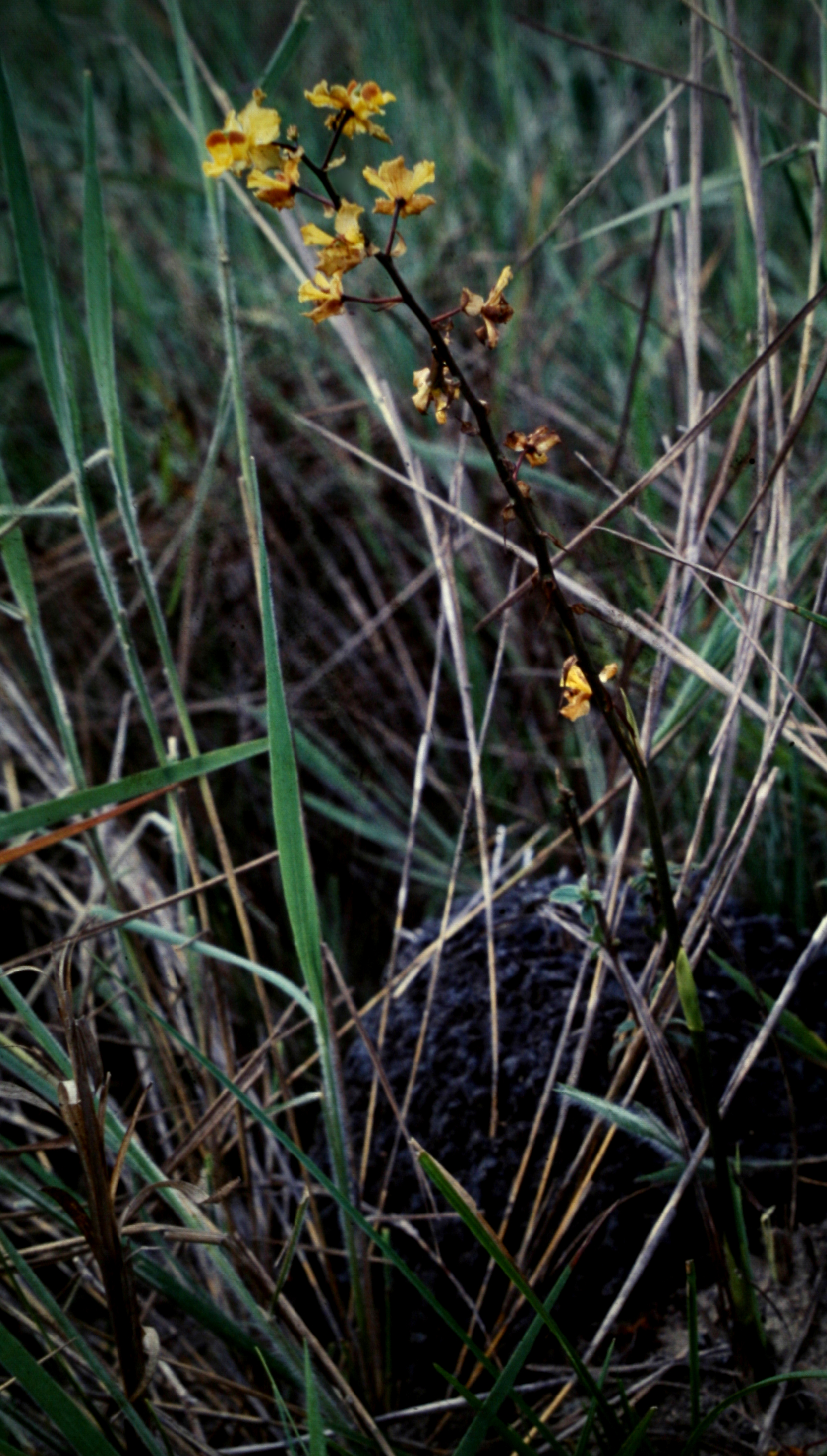
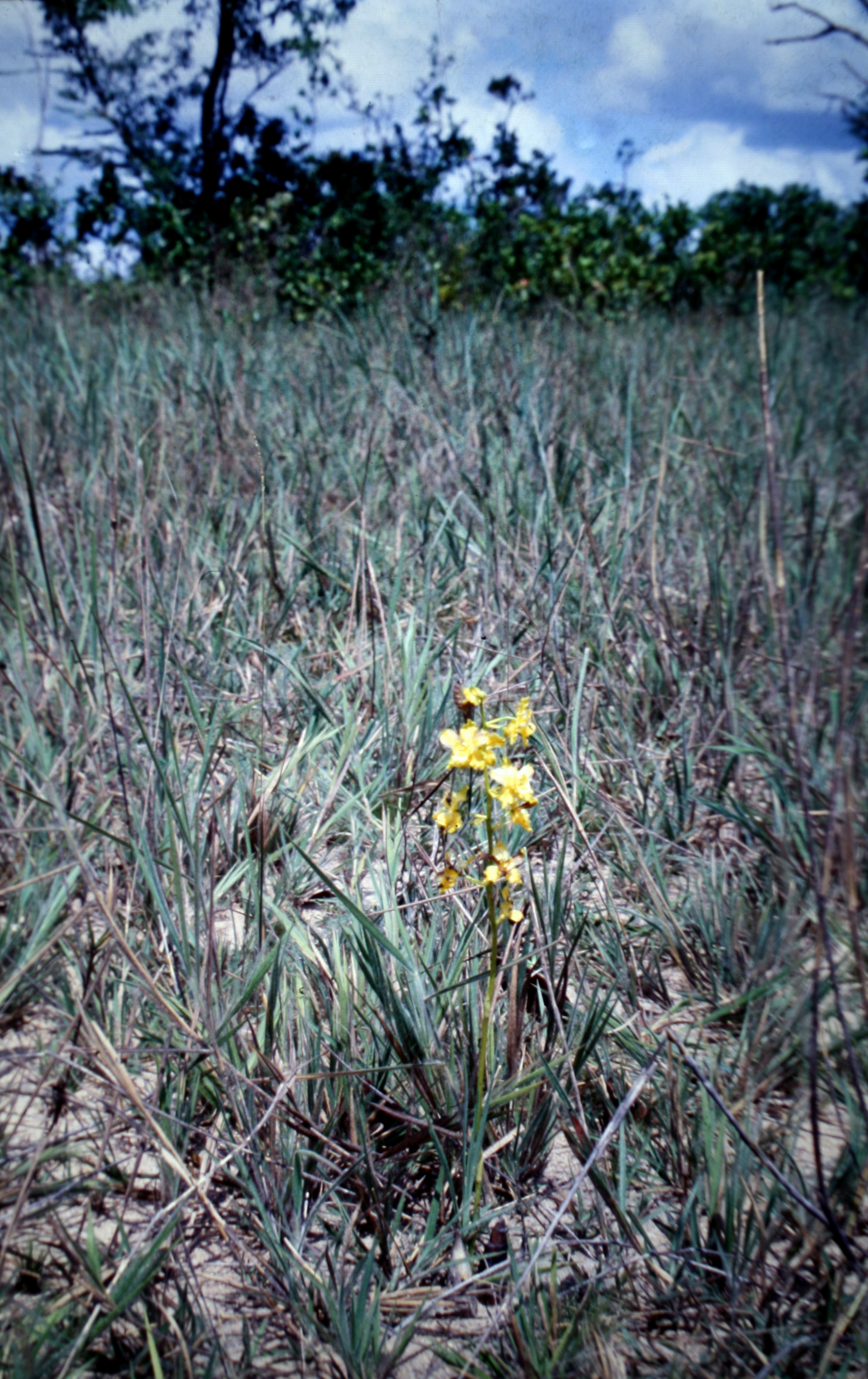